# 浜口隆一
浜口 隆一（はまぐち りゅういち、1916年3月26日 - 1995年1月2日）は、日本の建築評論家・建築史家。東京大学助教授等を経て、日本大学理工学部教授に就任。

## 略歴
東京生まれ。1938年東京帝国大学工学部建築学科卒業。丹下健三と共に前川國男建築設計事務所に入所。その後東京帝国大学大学院岸田研究室に進み、1943年に大学院修士課程修了。建築史の講師任用になるがいったん辞し、1948年東京大学助教授となるが、のち退官して評論家。1966年から1977年まで日本大学理工学部建築学科教授。

## 年譜
- 1916年（大正5年） 3月26日 浜口藤五郎ととよの長男として現在の東京都浅草に生まれる。
- 1928年（昭和3年） 旧制武蔵高等学校尋常科入学。
- 1935年（昭和10年） 旧制武蔵高等学校（高等科理科甲類）卒業。
- 1935年（昭和10年） 東京帝国大学工学部建築学科入学。同級生に丹下健三、大江宏ら、1学年上には立原道造、1学年下には立原道造と一高の同級生だった生田勉らが在籍した。
- 1938年（昭和13年） 東京帝国大学工学部建築学科卒業。卒業設計は「満州国中央火力発電所」、辰野金吾賞受賞。1学年後輩の吉武泰水の回想によれば「浜口の設計はうまく、クラスメートの間では丹下よりもむしろ評価されていた」[1]という。
- 1938年（昭和13年） 4月から東京帝国大学大学院岸田日出刀研究室に籍をおく。
- 1941年（昭和16年） 藤原工業大学(慶應義塾大学工学部の前身)の予科講師を務める(45年まで)。同時に前川國男建築設計事務所に在籍。同年6月30日に濱田美穂（当時、岸田研究室の研究生で、前川國男建築設計事務所勤務。のちの表記浜口ミホ）と結婚。浜口ミホは、後に女性建築家の草分け的存在として活躍することになる。
- 1943年（昭和18年） 東京帝国大学工学部建築学科大学院修了。
- 1944年（昭和19年） 「日本国民建築様式の問題」を〈新建築10月号〉に発表。浜口は、このデビュー論文において、「在盤谷日本文化会館」コンペティション（1943年）における丹下健三（1等）、前川國男（2等）それぞれの方法に即しながら、ヨーロッパ建築の「構築的」方向に対置される「空間的」なるものの追求に、日本建築の可能性を読み取ろうと試みたものだった。[1]
- 1947年（昭和22年） 東京大学第二工学部講師（48年に助教授）として建築理論、建築史を教える。 同年12月〈ヒューマニズムの建築－日本近代建築の反省と展望〉（雄鶏社）を刊行。
- 1954年（昭和29年） バウハウスの創始者であり、ル・コルビュジエとともに近代建築の四大巨匠のひとりといわれていた建築家ヴァルター・グロピウス夫妻の来日にあたっては、伊勢神宮など伊勢路の案内役を務める。
- 1954-58年（昭和29-33年）桑沢デザイン研究所にて非常勤講師を勤める[2]。
- 1957年（昭和32年） 3月には東京大学生産技術研究所（旧第二工学部）助教授を辞任。
- 1967年（昭和42年） 日本大学理工学部建築学科の教授を務める(1977年まで)。
- その後は、戦後建築の草創期を支えるジャーナリストとして建築評論及びデザイン評論などを発信していった。その間、美術評論家連盟（昭和29年）や日本サイン・デザイン協会（昭和40年）の結成などにかかわった。

## 著書
- ヒューマニズムの建築 日本近代建築の反省と展望 雄鶏社、1947
- 現代デザインをになう人々 工作社 1962
- 浜口隆一評論集第1 近代建築社 1967
- ヒューマニズムの建築・再論 地域主義の時代に 建築家会館 1994
- 市民社会のデザイン 浜口隆一評論集 而立書房 1998

## 共著
- 現代建築をつくる人々 設計組織ルポ 村松貞次郎 世界書院 1963
- デザイン・ポリシー 企業イメージの形成 中西元男 美術出版社 1964
- 日本現代建築の展望 戦後建築20年史 小能林宏城・原広司 新建築社 1966
- 万国博物語 山口廣 鹿島出版会 1966
- ミース・ファン・デル・ローエ 二川幸夫・写真、渡辺明次・文、美術出版社〈現代建築家シリーズ〉、1968
- 現代建築とフロアデザイン 市坪和武 ブロンズ社 1969

## 翻訳
- 日本建築の形と空間 ノーマン・F.カーヴァ 彰国社, 1956